# Irkabtum
Irkabtum war ein König von Jamchad (im heutigen Gebiet von Syrien). Er war Sohn von Niqmi-epuh und Bruder seines Amtsnachfolgers Jarim-Lim III. In Alalach gefundene Tontafeln legen den Schluss nahe, dass er mit diesem Ort engere Beziehungen pflegte.